# Мемориальный музей архитектора В. И. Заболотного
Мемориа́льный музе́й архите́ктора В. И. Заболо́тного — музейное собрание, посвященное жизни и деятельности выдающегося украинского архитектора В. И. Заболотного, расположенное в его семейном доме в городе Переяславе.

## История
Одноэтажный дом-особняк из шести комнат, в котором размещается музей, был построен в 1911 году по проекту отца В. И. Заболотного и сохранился без существенных изменений. В нём проходили детские и юношеские годы будущего мастера украинской архитектуры. Особняк находился в семейной собственности вплоть до смерти В. И. Заболотного в 1962 году, вскоре после этого жена архитектора Зинаида Николаевна Заболотная согласно воле мужа подарила дом городу. Владимир Заболотный предполагал, что помещение будет использовано для расширения экспозиции местного исторического музея, но директор музея Михаил Сикорский решил посвятить особняк памяти самого зодчего.
З. Н. Заболотная передала будущему музею личные вещи мужа и значительное количество произведений искусства. Открытие мемориального музея В. И. Заболотного состоялось в октябре 1962 года.

## Музейная экспозиция
В мемориальной экспозиции содержатся около двух тысяч экспонатов основного фонда. Они освещают творчество и научную деятельность В. И. Заболотного, отражают его коллекционерские увлечения.
Среди материалов, представляющих Владимира Заболотного как архитектора, особенно выделяются макет его самого известно произведения — здания Верховного Совета Украины, а также написанные маслом на холстах перспективные виды Крещатика — составная часть неосуществленного конкурсного проекта послевоенного восстановления главной улицы Киева.
В собрании музея — семейные документы, фотоснимки, раритетные издания. Музею принадлежит библиотека В. И. Заболотного, состоящая из более чем 5 тысяч томов. Здесь находятся также собранные Заболотным произведения искусства, среди них работы таких художников и скульпторов, как И. Труш, А. Шовкуненко, П. Трубецкой, И. Кавалеридзе и др.